# 岳阳路 (上海)
岳阳路是中国上海市徐汇区的一条道路，南北走向，北起桃江路，南至肇嘉浜路。长947米，宽15米。

## 历史
岳阳路原名祁齐路（Route Ghisi），1912年上海法租界公董局修筑此路，以法租界公董局董事命名。1943年，汪精卫政府接收上海法租界，改名岳阳路。

## 交汇道路
- 桃江路
- 汾阳路
- 东平路
- 永嘉路
- 建国西路
- 肇嘉浜路

## 沿路近代建筑
岳阳路沿路为上海著名的住宅区，包括110号、145号（永嘉路口）、170弄1号楼、200弄等；319号原为法国领事馆，今为中国科学院上海分院；320号原为中央研究院、上海自然科学研究所，今为中国科学院生理所。岳阳路北端的三角花园自1930年代起有俄侨设立的普希金纪念碑，又称“普希金广场”。

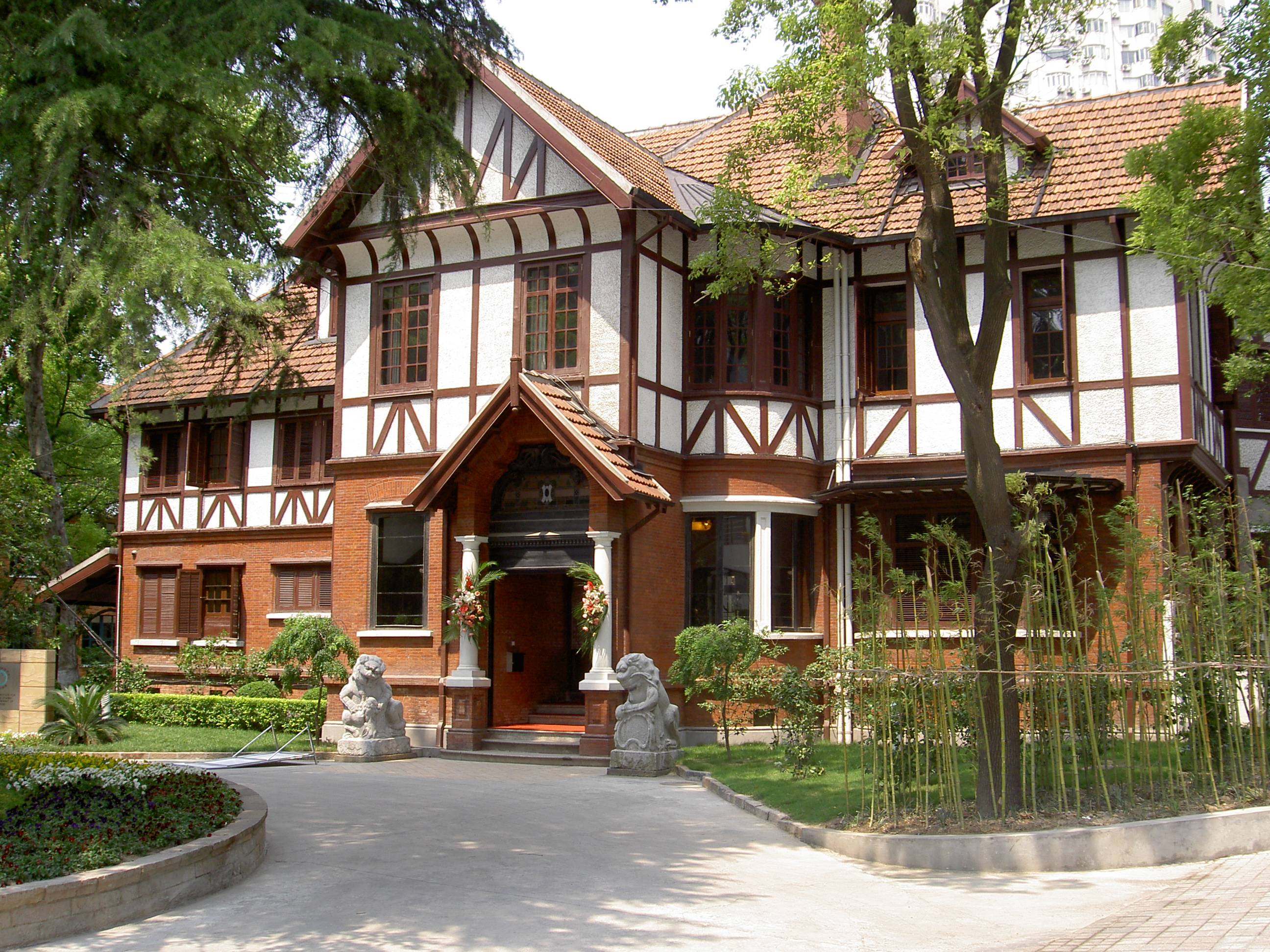
岳阳路319号
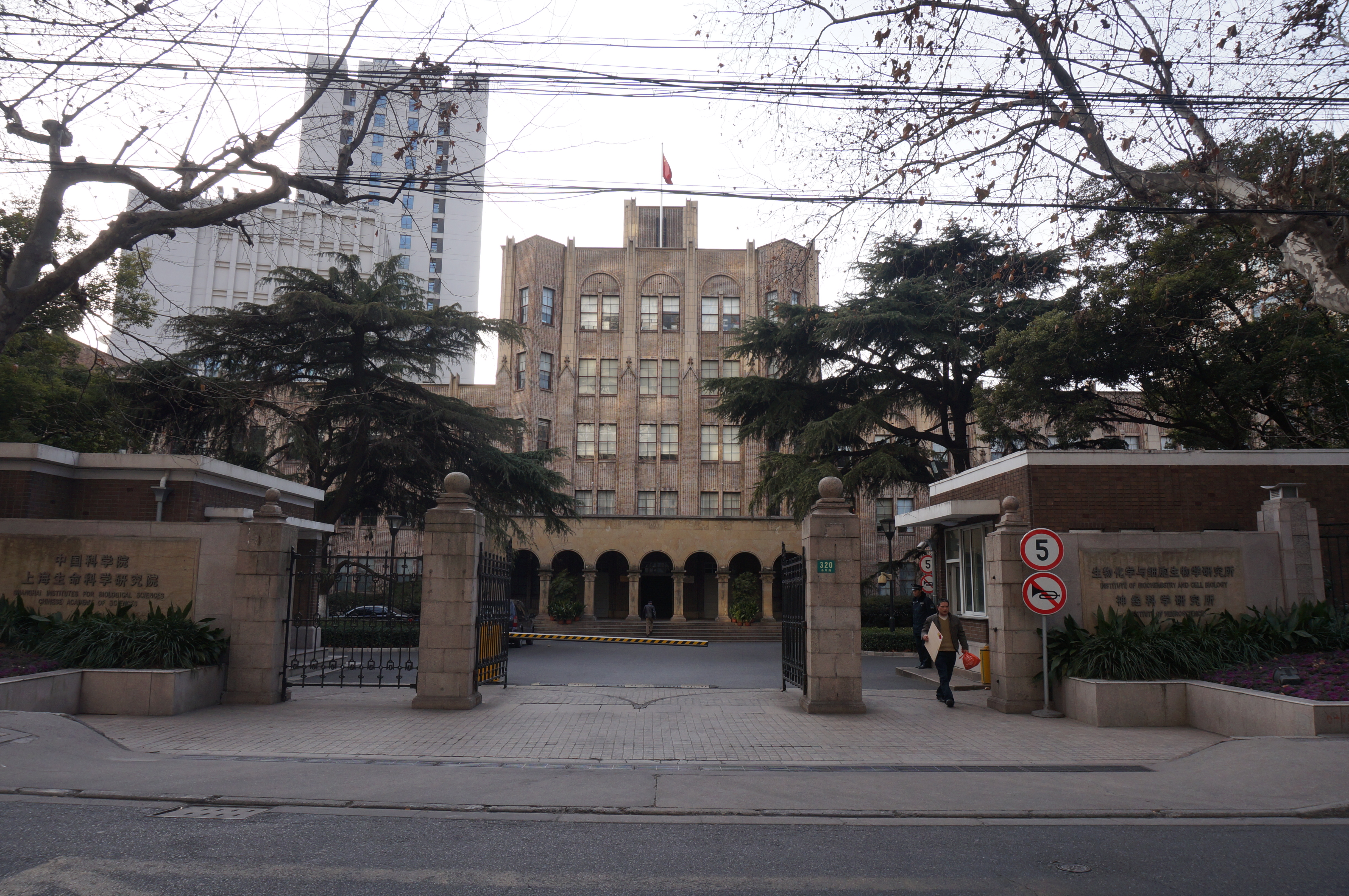
岳阳路320号
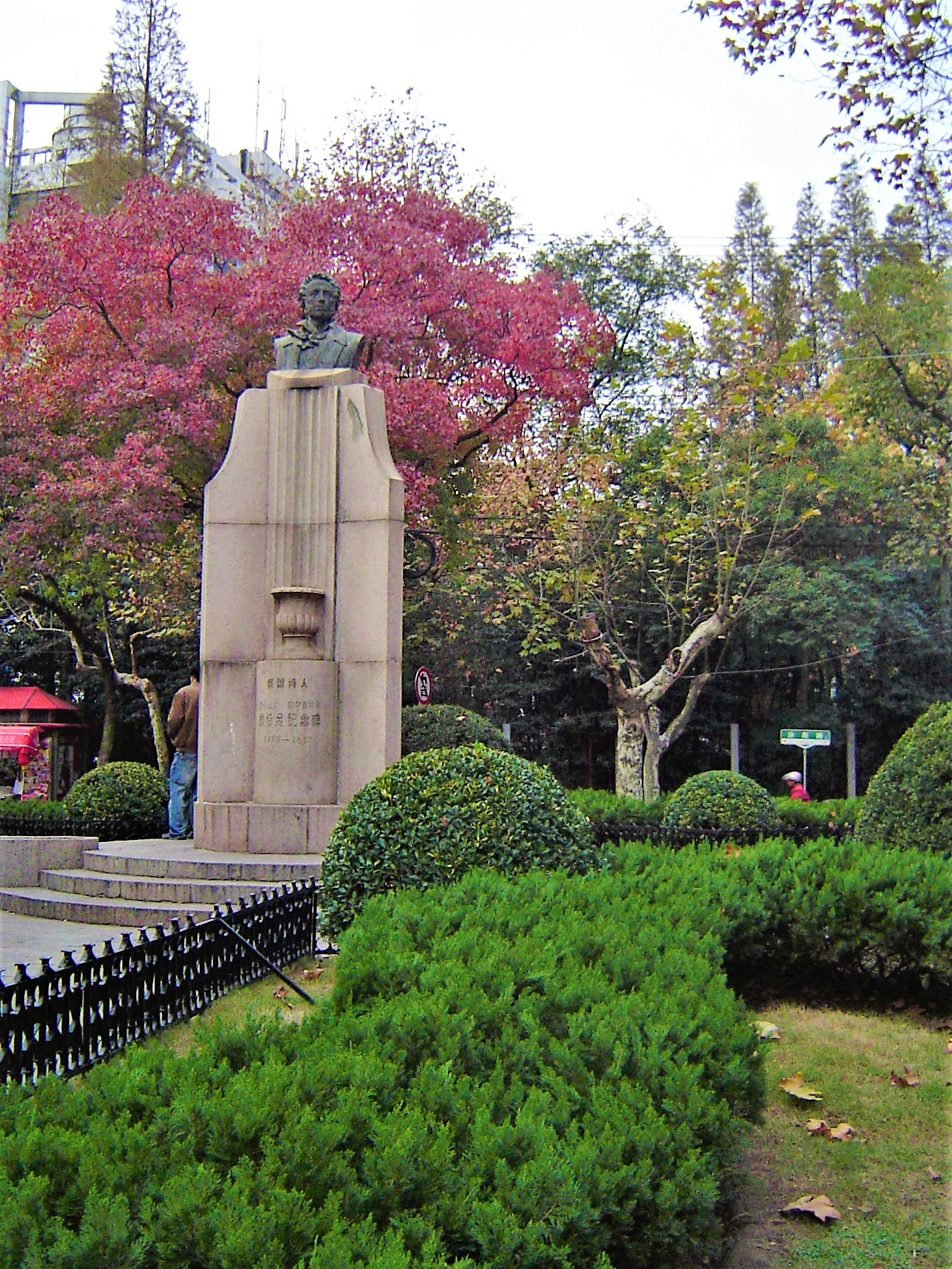
三角地普希金纪念碑